# ミディ
株式会社ミディ（MIDI INC.）は、日本のレコード会社。
1984年、ヨロシタミュージックの大蔵博とRVCの宮田茂樹が共同で設立。
会社設立当時は坂本龍一が設立したSCHOOLレーベルと、大貫妙子、EPO、鈴木さえ子が在籍していた Dear heart レーベル（RVCより移籍）が中心であった。
1991年、宮田が退社し、以降は大蔵が単独で経営していた。

## 関連会社
- ミディクリエイティブ (MIDI Creative)
- ミディレコードクラブ
- ヨロシタミュージック
- やのミュージック

## レーベル
- Dear heart
- noble（MIDI Creative内のレーベル）
- school

## アーティスト

### SCHOOL
- 坂本龍一
- 高橋鮎生
- 立花ハジメ
- おしゃれテレビ

### DEAR HEART
- 大貫妙子
- 鈴木さえ子
- EPO
- ムーンライダーズ

### noble
- cinq
- 映糸
- Kashiwa daisuke
- Kazumasa Hashimoto
- Gutevolk
- Serph
- テニスコーツ
- midori hirano
- nakaban
- 棗
- Piana
- films
- Yasushi Yoshida
- yarn:moor
- world's end girlfriend

### MIDI
- 安宅浩司
- anonymass
- あぶらだこ
- Apollo Team
- いとうたかお
- 井上彩名
- 海の幸
- エリオ・セルソ
- Electric Glass Balloon
- 遠藤賢司
- 遠藤喨及
- 遠藤りょうきゅう&LAMANI
- 大塚まさじ
- 大貫妙子
- 奥秀太郎
- オトマロ・ルイーズ
- オノエブン
- 小野リサ
- かしぶち哲郎
- 金森幸介
- 金延幸子
- 樹原涼子
- 銀河鉄道
- 金大偉
- GINTE2
- 窪田晴男
- casa - ウェイバックマシン（2008年3月13日アーカイブ分）
- 久米小百合
- くもりな
- グループ魂
- 洪栄龍
- 黄金井修
- 小林武史
- 駒沢裕城
- ザ・ハッピーズ
- 斎藤有太
- サニーデイ・サービス
- さねよしいさ子
- Thousands Birdies' Legs
- SEEMA
- 塩田悠
- 島崎智子
- 清水ミチコ
- sugarbeans
- シャラ
- JOEY
- ジョージィ・パイ
- SUGIURUMN
- 鈴木亜紀
- 鈴木羊
- 鈴木正人
- 千住明
- 高取淑子
- 玉城宏志
- 田辺マモル
- 田村洋
- デイジー
- 寺尾紗穂
- テント
- 徳永英彰
- 戸塚晴巳
- 友部正人
- 鳥井さきこ
- どんと
- 西岡恭蔵
- 西本明
- ハバナエキゾチカ
- ははの気まぐれ
- バブルバス
- 林亭
- 林ヒロシ
- 林マヤ
- パンケーキ
- ハンバート ハンバート
- 東川亜希子
- ピジョンズ
- ひらたよーこ＋矢野誠
- ザ・ファントムギフト
- 福間未紗
- フラットフェイス
- FULL NOISE
- ブルース・サンダース
- ベートルズ
- ペドロ・エウスターチェ
- PERICAN KING
- ボーイ・ミーツ・ガール
- ポール・ハンソン
- ホセ・タナカ
- 堀越千秋
- マーブルトーンズ
- マチルダロドリゲス
- 松江潤
- 松田マヨ
- MAD3
- 丸山ももたろう
- ミーティングプレイス
- 宮崎吐夢
- MUSIC IN ELEVATOR
- 村松崇継
- 村山二朗
- 矢野顕子
- 矢野誠
- ヨシオ・J・マキ
- 夕凪
- ゆらゆら帝国
- 吉中美樹
- リトルキヨシトミニマム!gnk!
- LITTLE CREATURES
- Ring Links
- ローザ・ルクセンブルグ
- LONESOME STRINGS
- Dave Stewart & Barbara Gaskin
- XOXO EXTREME

### MIDI Creative
- 秋村充
- anoa
- あめあめ
- あらお
- Aliya Miharu
- AJA
- アンクルボーイ
- Under Current
- 一ノ宮頼子
- イマイアキノブ
- ヴァガボンド シネマ ポップス アーケストラ
- Uoo Moo
- エウロパ
- NCM2choir
- NG3
- 扇谷一穂
- おおはた雄一
- ALL THAT FAZZ
- オーロラ
- オグラ
- omu-tone
- Alter Bingo
- Girl Age
- 勝野タカシ
- カマ アイナ
- カンバス
- キオクノオト
- the guitar plus me
- キッチン
- QUA
- くらげスカッシュ
- CHRISTINE 23 ONNA
- こうもとあい
- golden syrup lovers
- 小林政広
- COMBO PIANO
- ザ コケッシーズ
- STRIPPER KINGS
- 沢登秀信
- she's pippi
- SICK OF RECORDER
- シノノメソラ
- sim feat.kamura moe
- ジャックフロイトシーラカンス
- SHINDO
- Suara Ombak
- すぎの暢
- 鈴木羊&The Taro Band
- ストロオズ
- スペース マシーン
- 関美彦
- targets
- 田中秀治
- たまきあや すとりんぐ かるてっと(TSQ)
- tamacowolds
- DAN JURY
- 轟渚
- 千春
- チャップチャイムス
- TWO DEATH THREE BIRTH
- Daija
- 東京ミカン
- tonco
- ナオリュウ
- 長野友美
- 渚十吾
- にゅわん
- NOISE ON TRASH
- のうしんとう
- 野手るりこ
- 野村麻紀
- Haco
- ハシケン
- ばるぼら
- PEALOUT
- hiroco：mode
- THE PURE MINDS
- ビリケン
- Farida's Cafe
- Boogaloob
- 深水郁
- BRAZIL
- PLASTIC MODE
- フラフラスキッピーズ
- BREATH MARK
- FLEX
- ベル
- ベルウッド
- ペンシル
- ホーカシャン
- ボケロウ
- ボケロウ オン ザ ロック
- PONOI
- BORIS
- ホワイト ライト
- MIGHTY MASSA SOUND SYSTEM
- 前園直樹
- マーガレットズロース
- マシュマロハ長調
- mayuluca
- MASONNA
- THE MONY
- mayU
- 丸岡寛之
- 水森亜土
- minami.
- ミニー マイム トレイン
- MIHO
- ミユキ
- Moodees
- 森川アキコ
- 山川ノリヲ&ICECREAM-MAN
- 山本精一
- ヤングブギーズ
- 夕凪
- 佑季良一
- YoungSS
- ゆげみわこ
- 良元優作
- ヨシンバ
- yojikとwanda
- Love Circus
- LITTLE TEMPO
- LOU'S PALE HORSE
- Loop
- LOU
- レミ街
- the ROCOS
- RODRIGUEZ
- ROCKY CHACK
- ワンゲル
- one tone

## 販売元
- 1984年–1990年：RVC→BMGビクター（後のBMG JAPAN、アリオラジャパンを経て現在のソニー・ミュージックレーベルズ。厳密にはビクター音楽産業(現・JVCケンウッド・ビクターエンタテインメント)が担当）
- 1991年–1996年5月：日本コロムビア
- 1996年6月以降：ポリグラム→ユニバーサルミュージック合同会社